# Заирова, Сакина Закир кызы
Сакина Закир кызы Заирова (азерб. Səkinə Zakir qızı Zahirova; род. 16 июля 1996) — азербайджанская дзюдоистка, член национальной сборной Азербайджана по дзюдо, вице-чемпионка Азербайджана по дзюдо 2012 года, участница чемпионата мира 2017 года.

## Биография
Сакина Заирова родилась 16 июля 1996. Трижды выигрывала чемпионат Азербайджана по дзюдо среди девушек не старше 17 лет (в 2010, 2011 и 2012 гг. в весовых категориях до 40, 44 и 48 кг соответственно).
В 2012 году Заирова выиграла серебряную медаль чемпионата Азербайджана по дзюдо среди взрослых в весовой категории до 52 кг.
В апреле 2017 года на Гран-при в Тбилиси Заирова в первой же встрече потерпела поражение от болгарки Ивелины Илиевой. 
В июле 2017 года приняла участие в проходившем в Минске Кубке Европы, где, дойдя до четвертьфинала, проиграла Тельме Монтейру из Португалии, а в схватке за бронзу — Анне Боровске из Польши.
В августе 2017 года принимала участие на проходившем в Будапеште чемпионате мира. В первом же поединке она уступила Виктории Майорцовой из Словакии.
В ноябре 2018 года заняла второе место на чемпионате Азербайджана, уступив в финале Эльмире Мустафаевой.